# Antoine de Reinach-Hirtzbach
Pour les autres membres de la famille, voir Famille de Reinach-Hirtzbach.
Antoine-Hesso de Reinach-Hirtzbach né le 21 juin 1819 à Hirtzbach (Haut-Rhin) en France et décédé le 13 février 1894 dans la même ville mais de l’Empire allemand, est un homme politique français et allemand.

## Biographie
Fils de Charles de Reinach-Hirtzbach, député et pair de France sous la Restauration et la Monarchie de Juillet, il est maire d'Hirtzbach, conseiller général et président du conseil général du Haut-Rhin de 1872 à 1894 et député du Haut-Rhin de 1852 à 1869, siégeant dans la majorité soutenant le Second Empire.

## Sources
- « Antoine de Reinach-Hirtzbach », dans Adolphe Robert et Gaston Cougny, Dictionnaire des parlementaires français, Edgar Bourloton, 1889-1891 [détail de l’édition]